# Ascanio Sobrero
Ascanio Sobrero (12 de octubre de 1812, Casale Monferrato, Primer Imperio Francés-26 de mayo de 1888, Turín, Italia) fue un químico italiano que descubrió la nitroglicerina.
Trabajó como asistente del profesor J. T. Pelouze en París y luego fue profesor de química en Turín. La cara de Sobrero quedó llena de cicatrices por los cristales de un tubo de ensayo con el llamado «aceite explosivo» le explotó en la década de 1840. Consideraba que la nitroglicerina era demasiado peligrosa como para llegar a tener una utilidad práctica y confesó que "cuando pienso en todas las víctimas que murieron en explosiones de nitroglicerina, y los terribles estragos que causó, y que posiblemente continuarán ocurriendo en el futuro, me siento casi avergonzado de admitir que es mi descubrimiento".
A partir de esta sustancia, Alfred Nobel creó la dinamita. Sobrero fue mortificado cuando la familia Nobel comenzó con la explotación segura y comercial de la nitroglicerina, y con el éxito de la dinamita, aunque Nobel citó abiertamente a Sobrero como el inventor de la nitroglicerina, Sobrero se sintió víctima de una injusticia.